# Мала Венеція
Мала Венеція або Бакинська Венеція (азерб. Kiçik Venesiya) — система штучних водних каналів та островів, розташованих в столиці Азербайджану, місті Баку, на території приморського бульвару. Існує з 1960 року, є пам'яткою приморського парку та вважається улюбленим місцем відпочинку відвідувачів парку. Загальна протяжність каналів «Малої Венеції» дорівнює 1350 м, глибина — 1,3 м, на заповнення ж каналів витрачається 7 тисяч м³ води. Площа території становить 9740 м².

## Історія
У 1960 році в кінці старої частини бакинського приморського бульвару міська влада спорудила дивовижний комплекс каналів та островів. Серед місцевих жителів цей комплекс отримав назву «Бакинська Венеція».
Система каналів з'явилася завдяки старанням тодішнього голови міста Аліша Лемберанського. У 50-х роках Аліш Джаміль огли Лемберанський відвідав Венецію. З поїздки він повернувся сповненим рішучості втілити сміливий проєкт зі створення «Малої Венеції» у Баку.
Місце було визначено одразу — бульвар, а ось розгляд проекту зайняв багато часу. Побудувати за радянських часів зразок європейського містечка в Баку виявилося непросто. Але все ж таки через кілька років будівництво почалося, і незабаром бакинський бульвар став першим і єдиним у колишньому Радянському Союзі парком із такою чудовою водною пам'яткою.
Територія Малої Венеції, де були відкриті невеликі кафе та парки, заповнилася задоволеними жителями, блакитними хвилями каналів почали мандрувати прогулянкові гондоли.
Вечорами територія романтично освітлювалась, створюючи затишну, казкову атмосферу. Бакінці любили приходити сюди не тільки на побачення, а й сім'ями, щоб прогулятися численними містками, посидіти в чайхані або скуштувати люля-кебаб в ресторанчику серед каналів.
Після розпаду Радянського Союзу «Мала Венеція» кілька років функціонувала у своєму старому вигляді, але з часом канали стали засмічені і поступово перетворювалися на болото, споруда потребували капітальної реконструкції. І поступово це місце втратило свою романтичну ауру та привабливість.
30 березня 2011 року під час ознайомлення з роботами з будівництва Державного музею Азербайджанського килима та народно-ужиткового мистецтва Президент Азербайджану Ільхам Алієв видав доручення щодо реконструкції «Малої Венеції».
28 травня 2012 року, в День республіки у Національному парку відбулося урочисте відкриття оновленого «італійського куточка» після капітальної реконструкції. Варто зазначити, що під час робіт з капітальної реконструкції, які проводилися зі збереженням загальної структури містечка, канали були розширені, завезені нові човни, побудовані додаткові мости і два ресторани. Один із ресторанів пропонує клієнтам страви західної кухні, а інший — східної.

## Цікаві факти
"Мала Венеція" знаходиться у центрі Баку (Азербайджан).
- Це чарівне водне містечко розташоване на березі Каспійського моря[2].
- «Маленька Венеція» одне із найромантичніших місць у Баку[2].
- Особливу привабливість їй надають гондоли, які привезли до Баку з Італії[2].
- Масивні споруди з мармуру та бетону, очевидно, імітують венеційські палаци[2].
- На території площею 10 тис. кв. м. розкинулися три великі острови та кілька маленьких острівців з деревами[2].
- Через канал перекинуто п'ять мостів. До послуг бажаючих покататися «Маленькою Венецією» — вісім гондол[2].

## Галерея

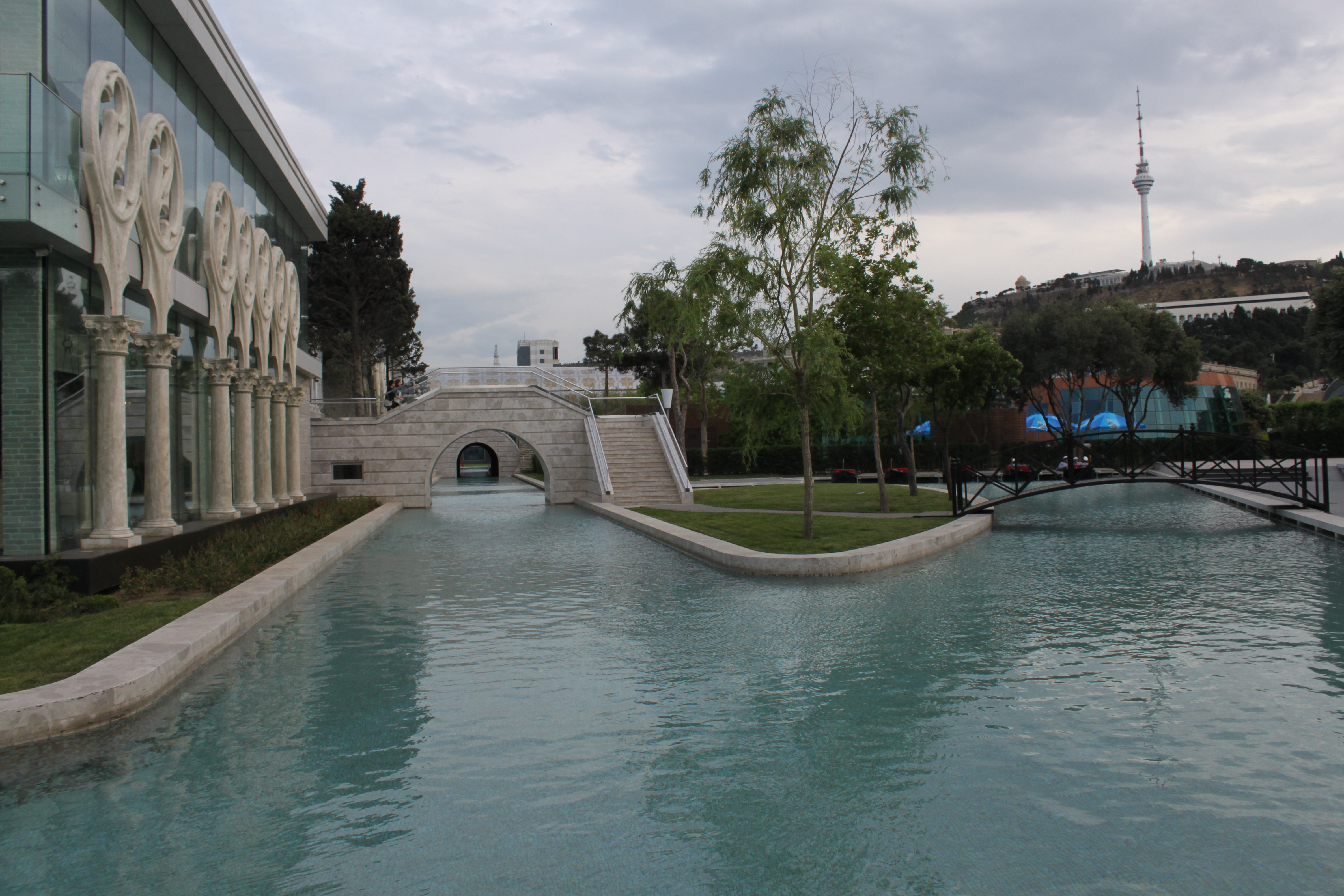
Баку. Мала Венеція
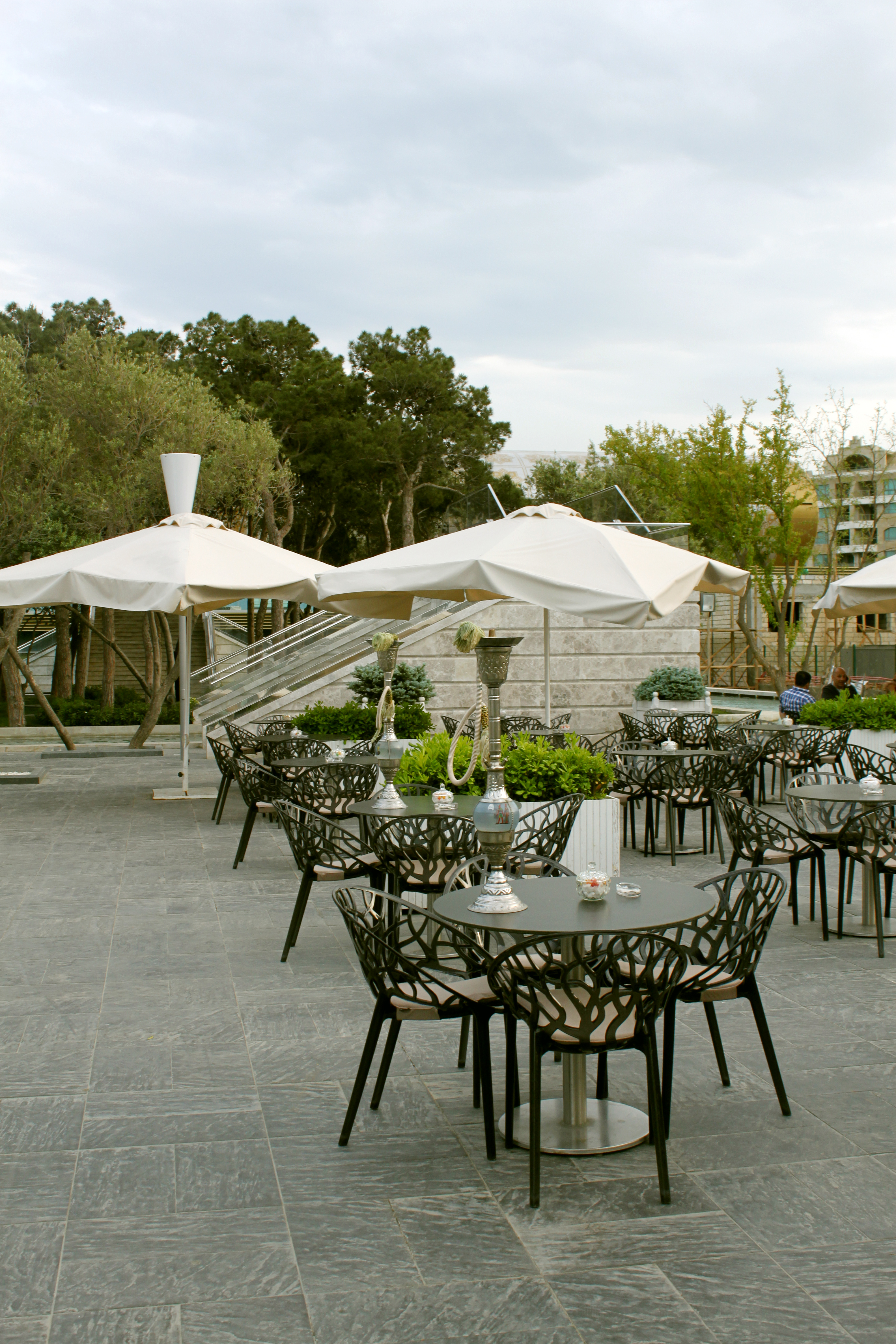
Баку. Мала Венеція
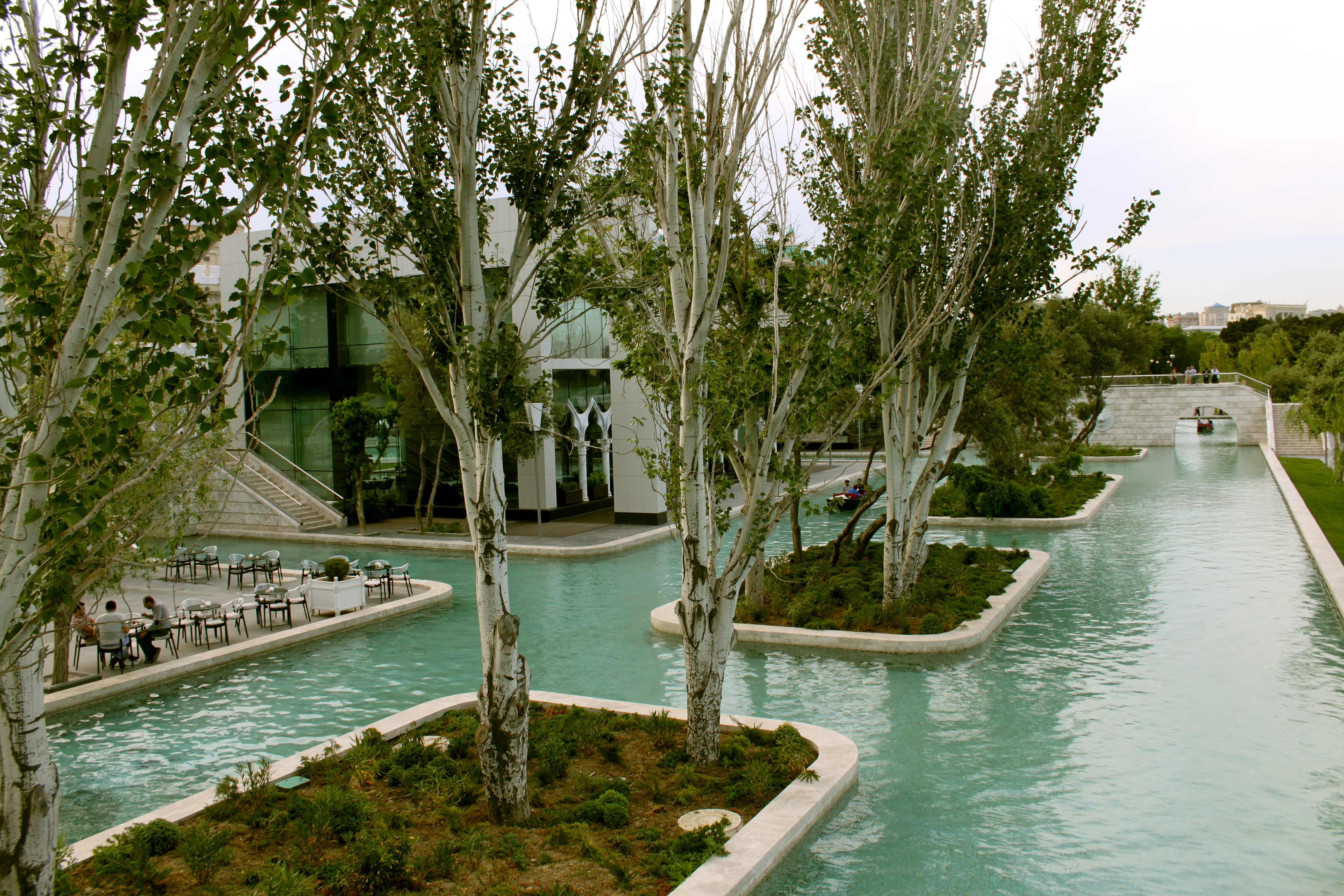
Баку. Мала Венеція
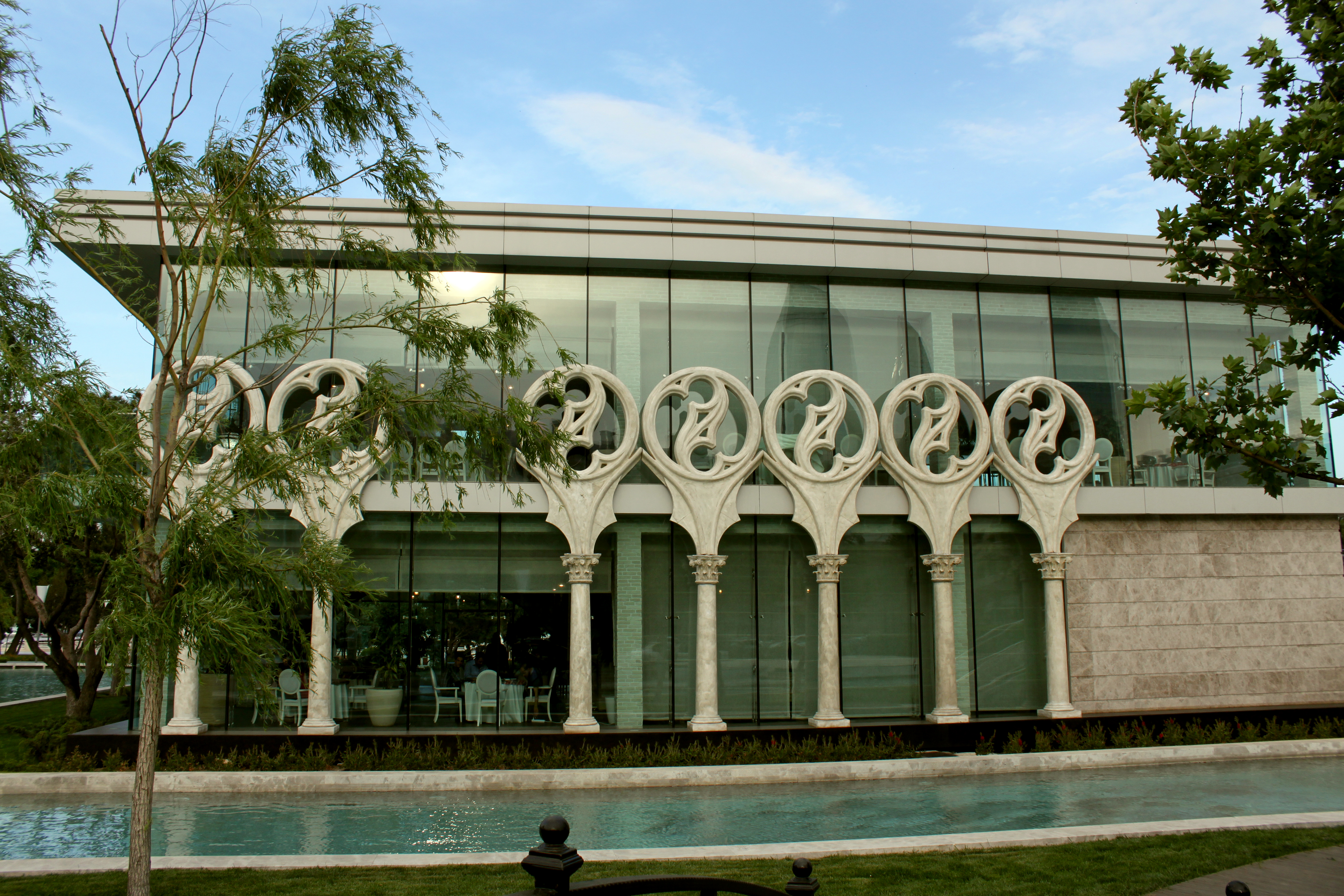
Баку. Мала Венеція
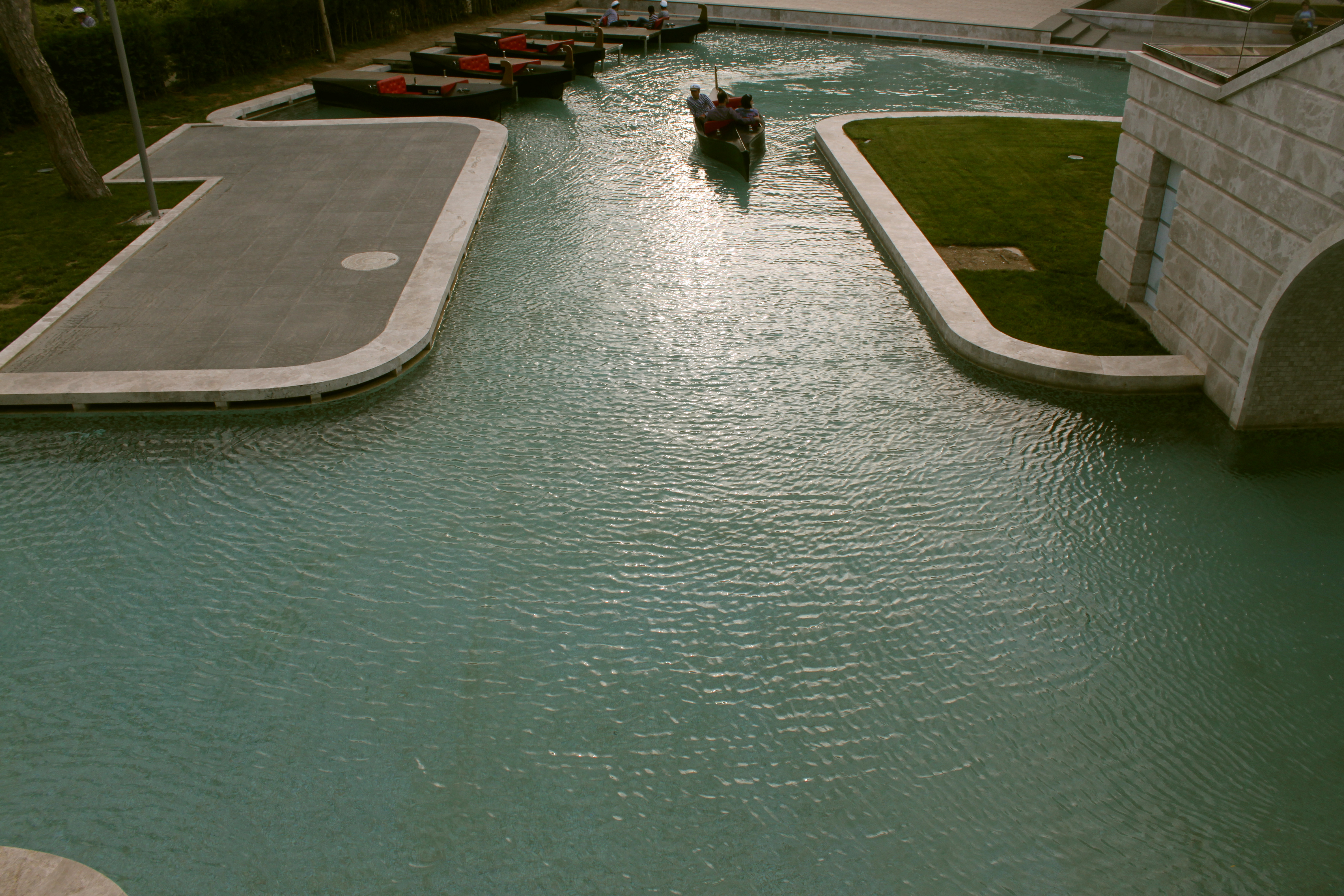
Баку. Мала Венеція
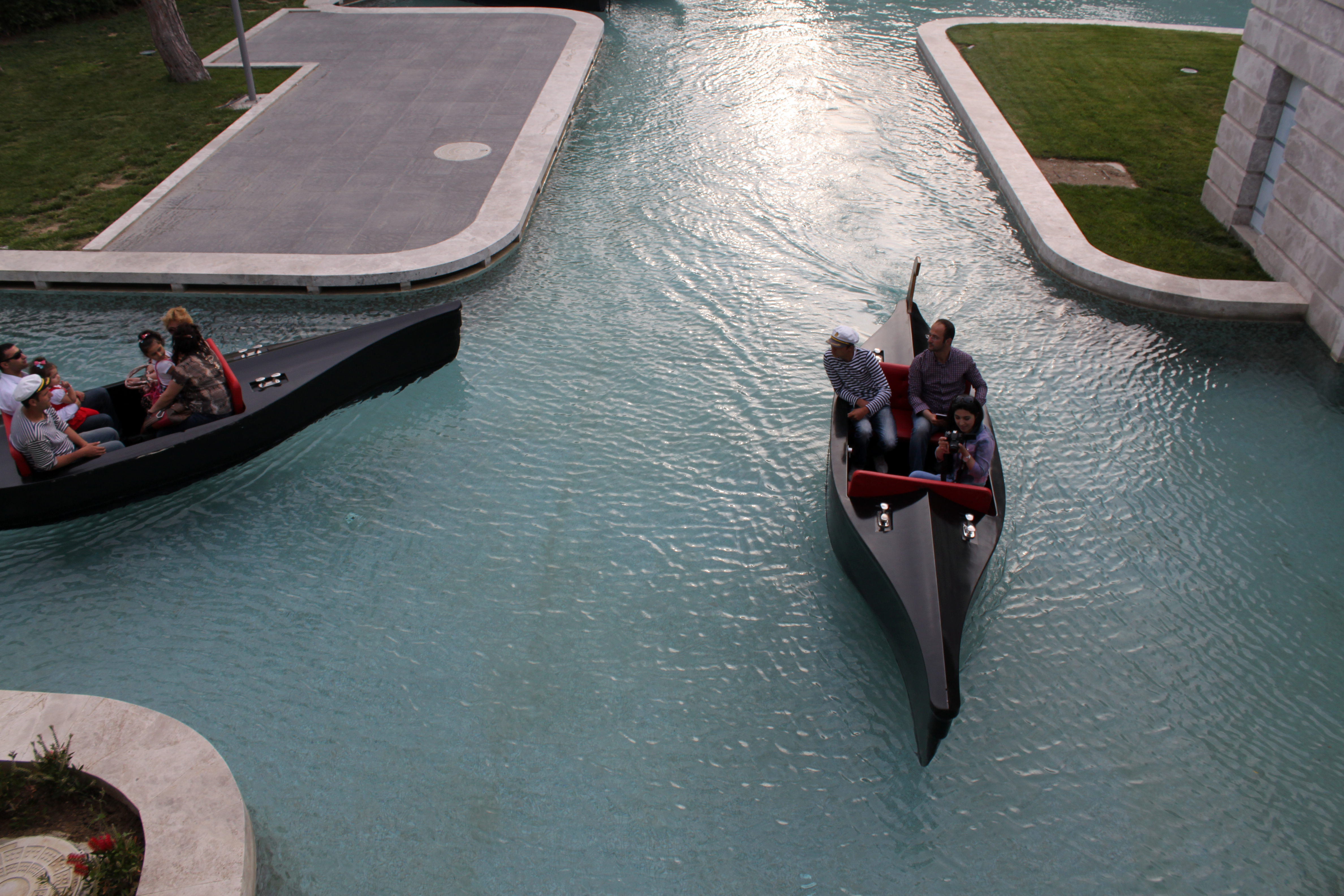
Баку. Мала Венеція
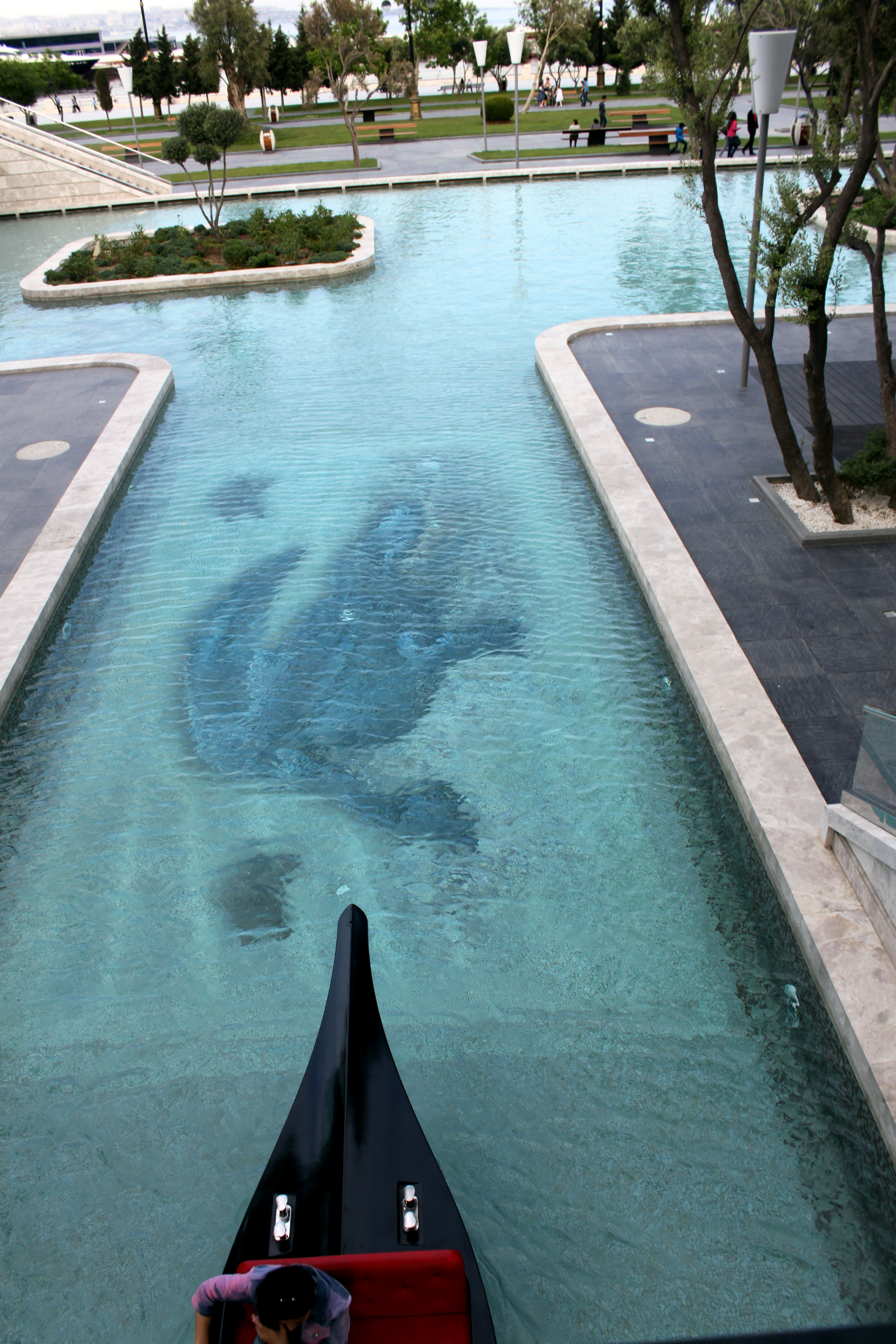
Баку. Мала Венеція
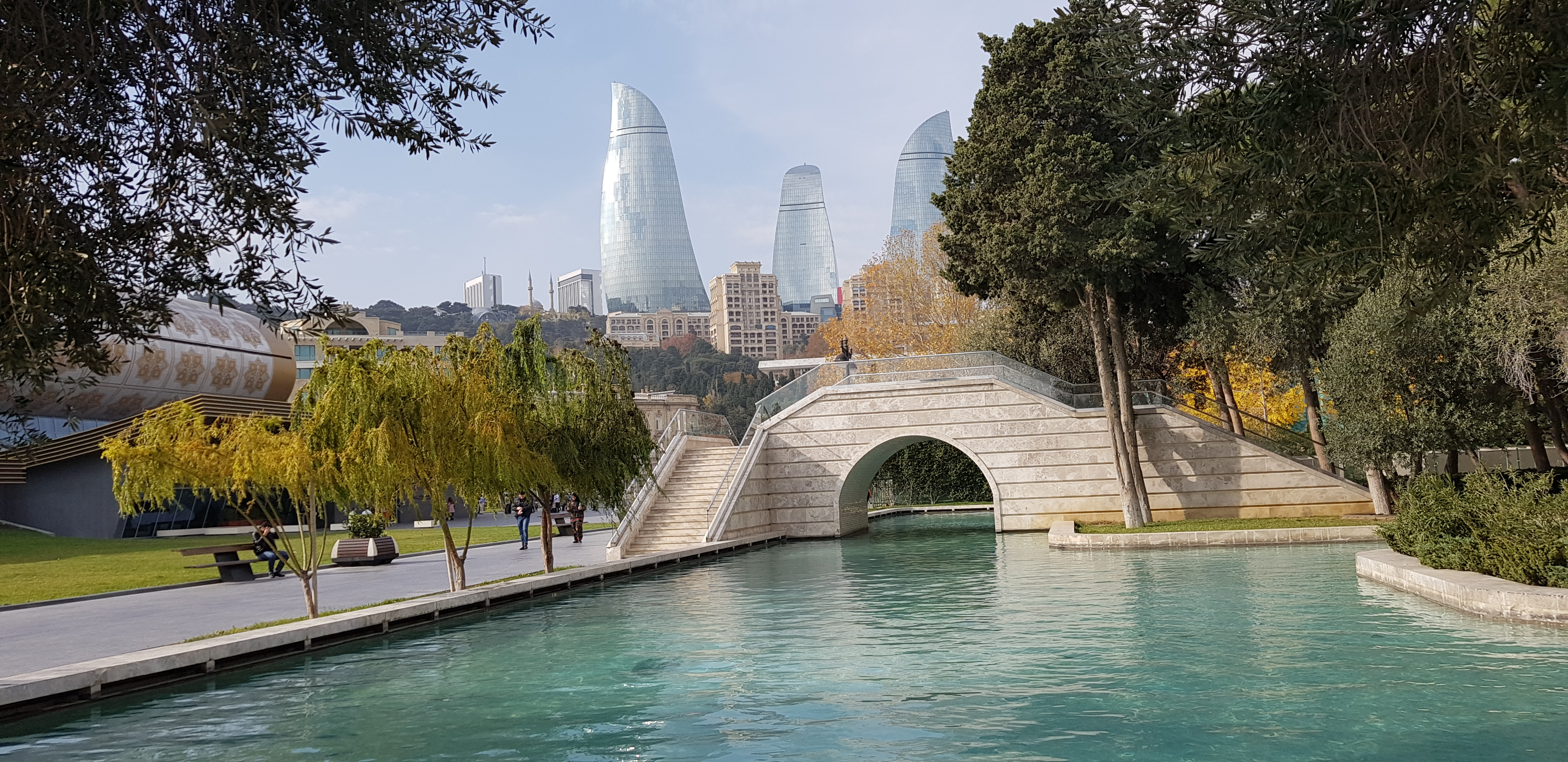
Баку. Мала Венеція
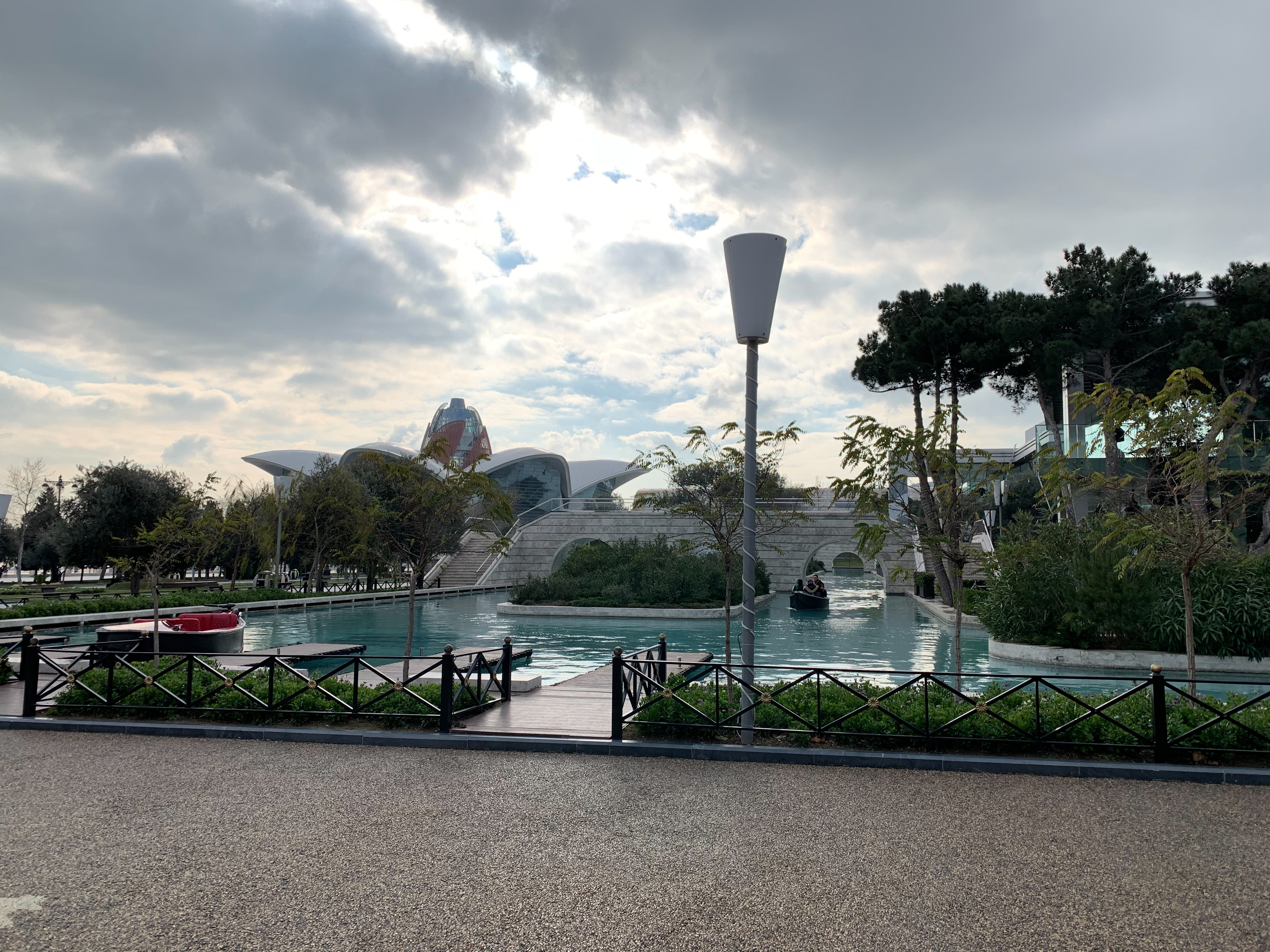
Баку. Мала Венеція
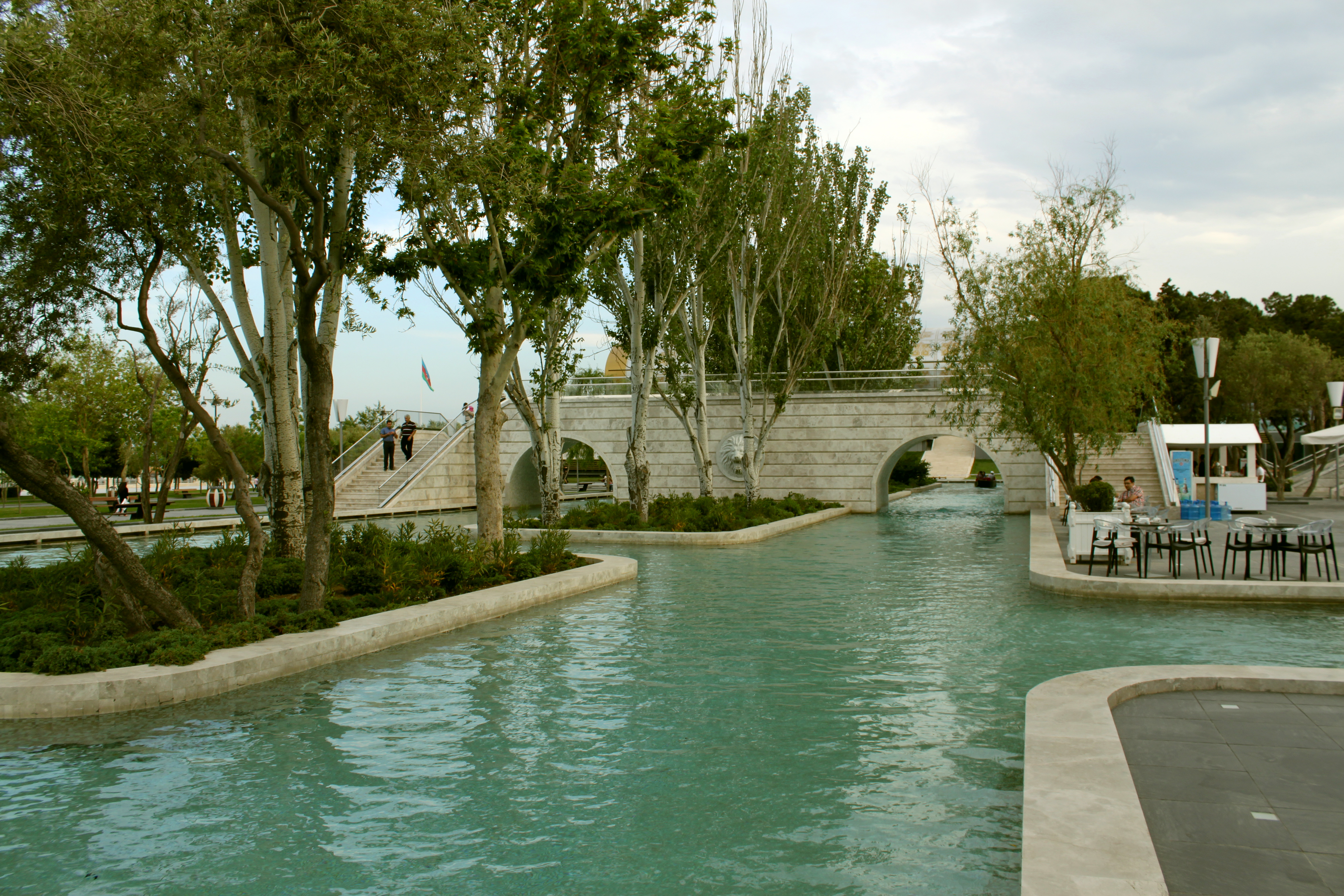
Баку. Мала Венеція
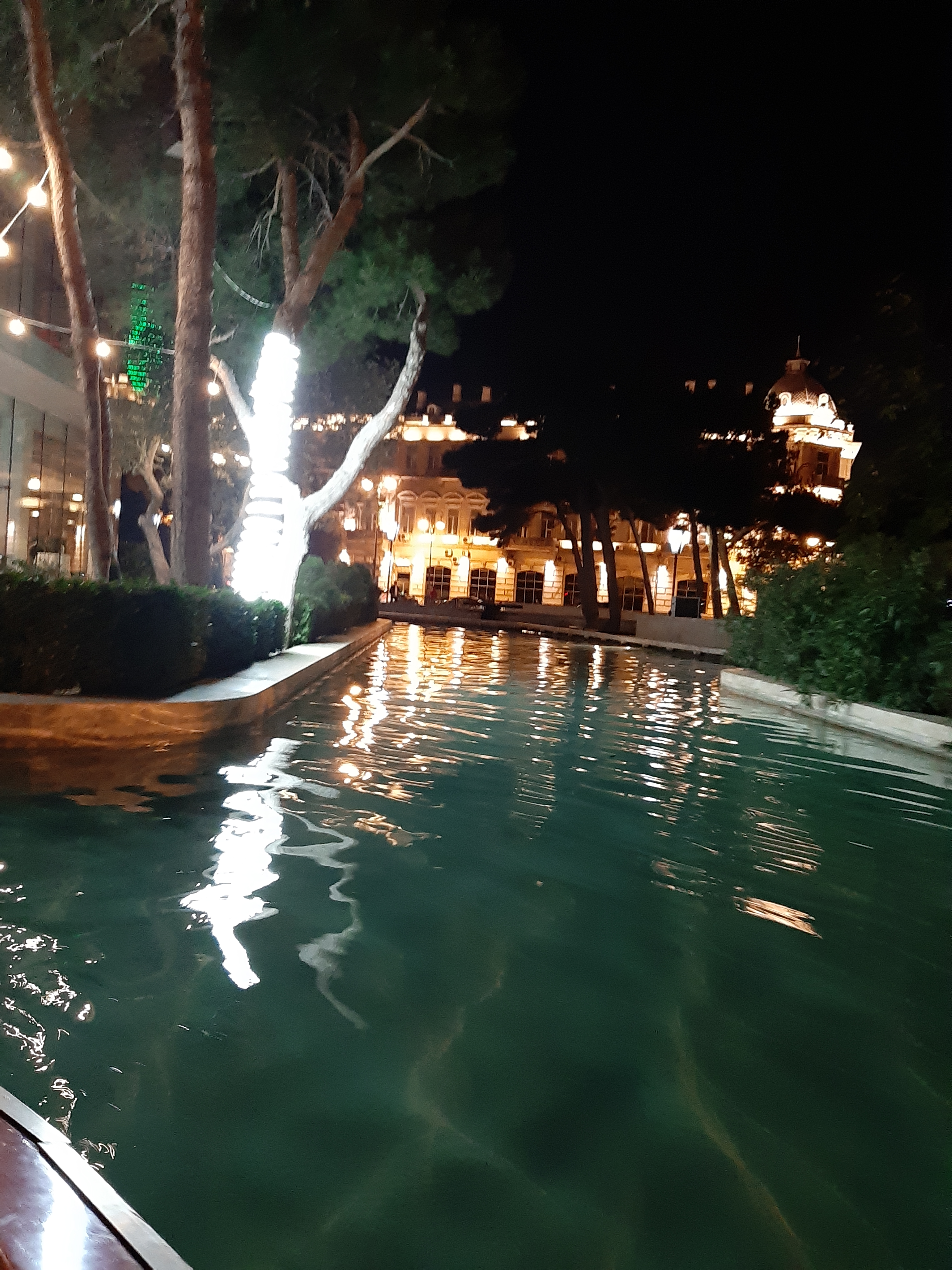
Баку. Мала Венеція
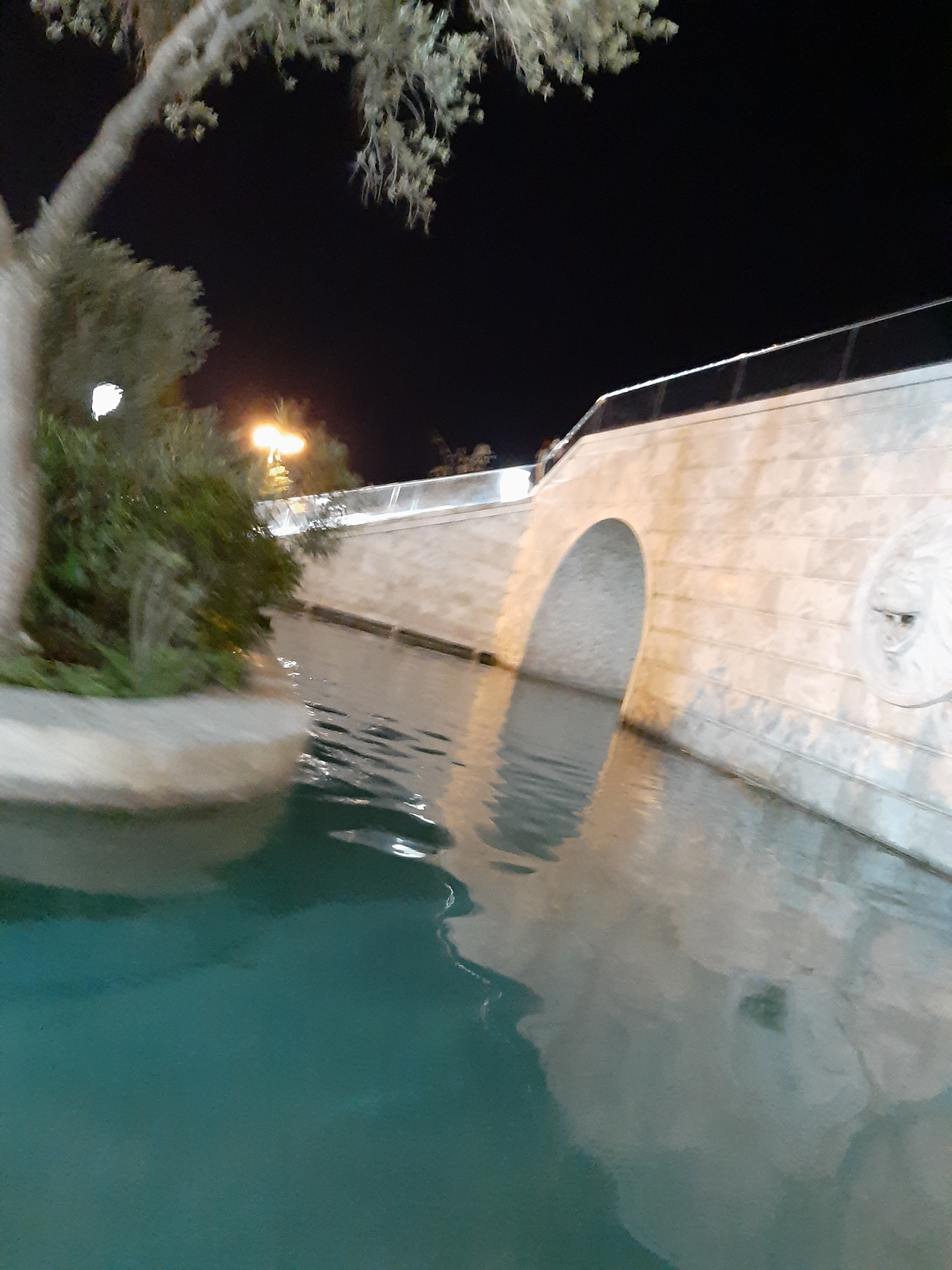
Баку. Мала Венеція
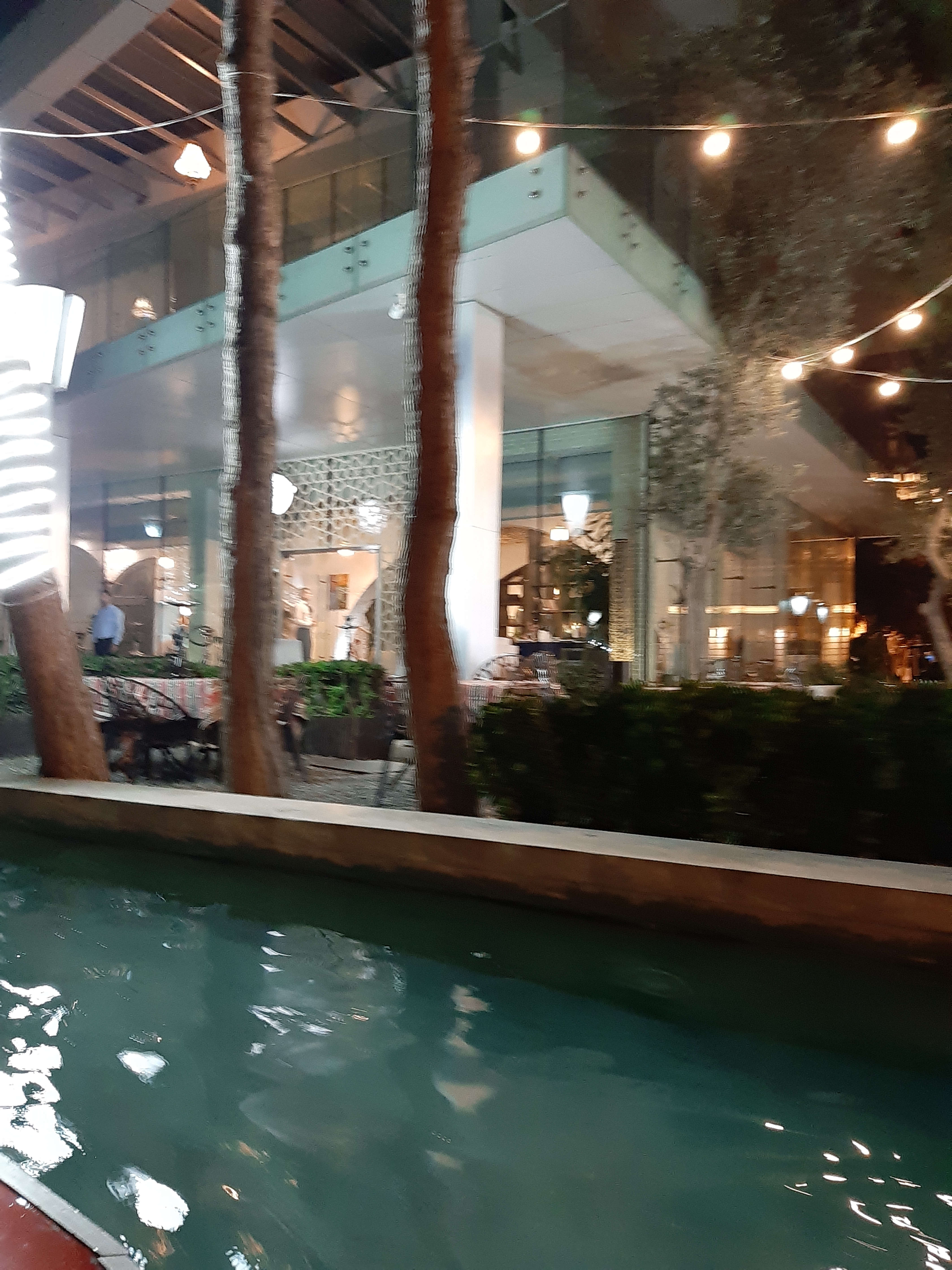
Баку. Мала Венеція
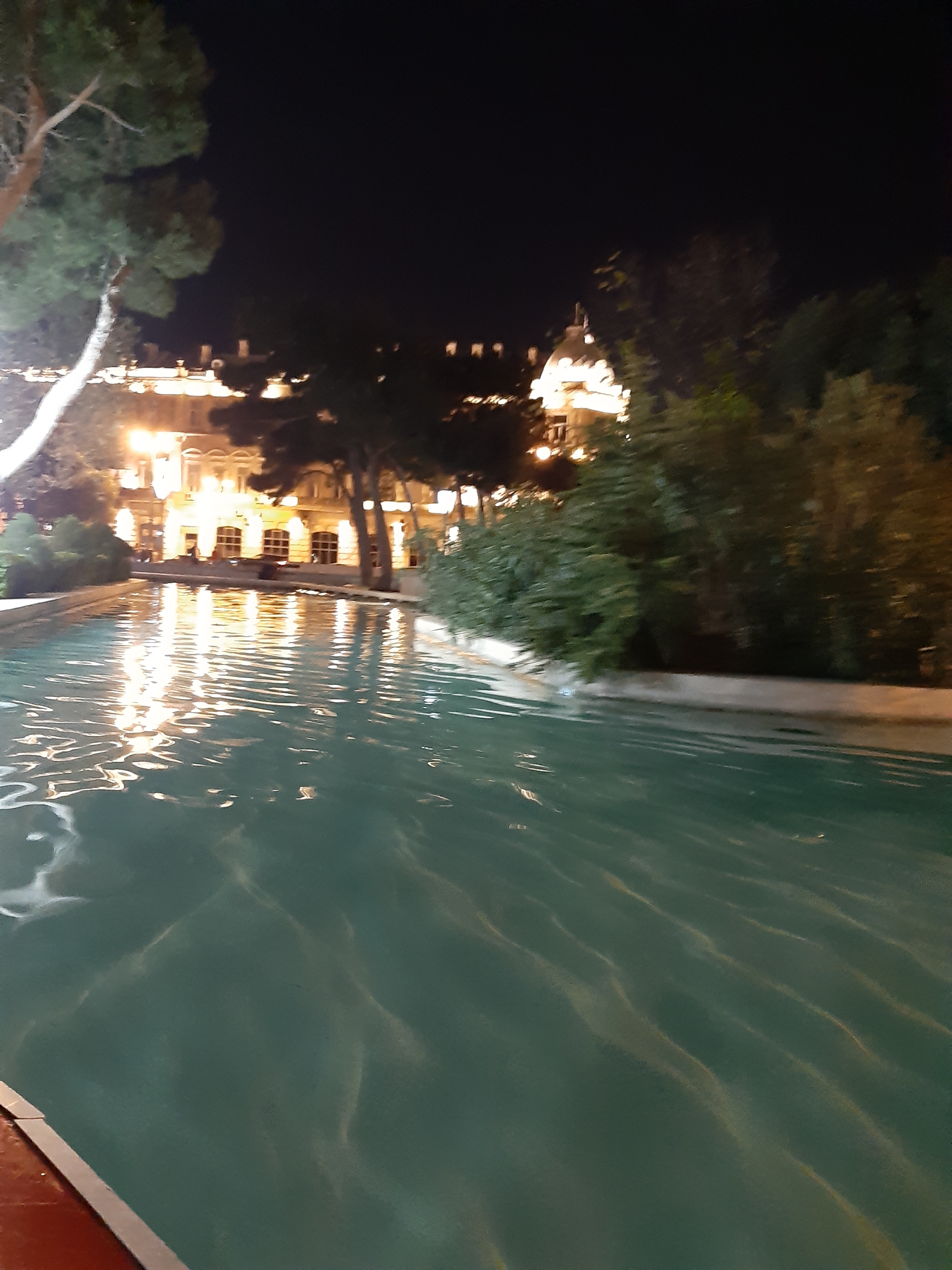
Баку. Мала Венеція
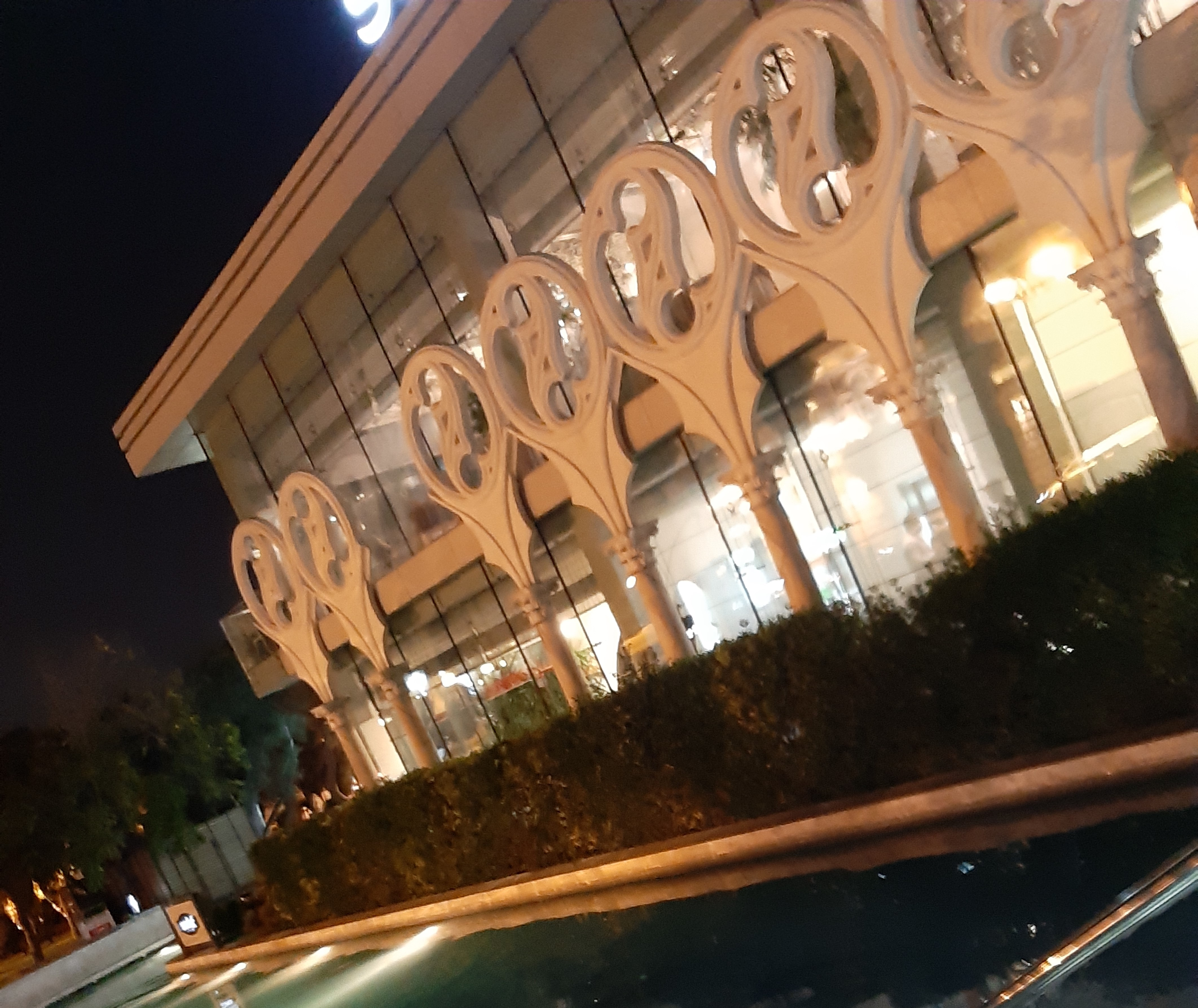
Баку. Мала Венеція